# TC 2000
De Turismo Competición 2000 is een tourwagenkampioenschap in Argentinië. Er doen teams mee van grote automerken als: Ford, Toyota, Honda, Chevrolet en Renault. Voormalig Formule 1-coureur Esteban Tuero doet mee in deze klasse.

## Geschiedenis
Het eerst TC 2000 kampioenschap werd gereden in 1979. Het bestond uit 5 races. Het kampioenschap werd gewonnen door Osvaldo Cocho Lopez in een Peugeot 504. In die tijd mochten alle auto's meedoen met een motorinhoud tot 2000cc. Auto's die meededen waren: Dodge 1500, Ford Taunus, Opel K-180 en een Fiat 125. Hierna werd het kampioenschap drie keer achterelkaar gewonnen door Jorge Omar del Río in een Volkswagen 1500.

In 1986 gingen de Renaults meedoen in dit kampioenschap met een Renault Fuego. Ze wonnen 8 keer achterelkaar het kampioenschap waarvan 6 keer met Juan María Traverso. Tegenwoordig gaat het vooral tussen Ford en Chevrolet. De belangrijkste race in het kampioenschap is de 200 km de Buenos Aires (200 kilometer van Buenos Aires)

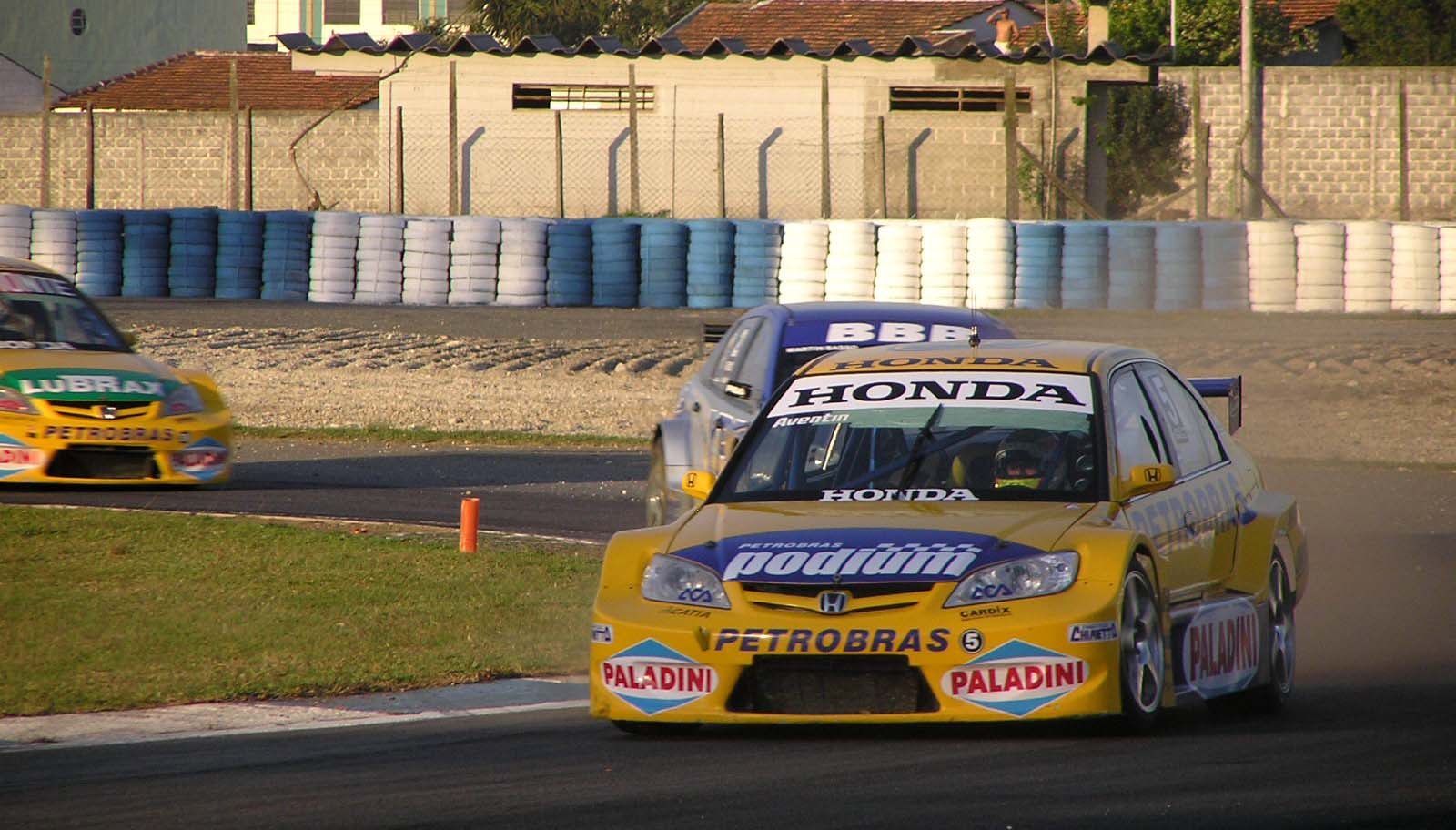
Een TC 2000 race in Curitiba, Brazilië.

## Kampioenen
| Jaar | Coureur               | Auto              | Team                             |
| ---- | --------------------- | ----------------- | -------------------------------- |
| 1979 | Osvaldo Cocho Lopez   | Peugeot 504       |                                  |
| 1980 | Jorge Omar Del Río    | Volkswagen 1500   | Pianetto Competición             |
| 1981 | Jorge Omar Del Río    | Volkswagen 1500   | Pianetto Competición             |
| 1982 | Jorge Omar Del Río    | Volkswagen 1500   | Pianetto Competición             |
| 1983 | Ruben Luis Di Palma   | Volkswagen 1500   | Di Palma Competición             |
| 1984 | Mario Gayraud         | Ford Tannus       | Herceg Competición               |
| 1985 | Ruben Daray           | Ford Sierra       | Akel Competición                 |
| 1986 | Juan María Traverso   | Renault Fuego     | Berta Sport                      |
| 1987 | Silvio Oltra          | Renault Fuego     | Benavidez Competición            |
| 1988 | Juan María Traverso   | Renault Fuego     | Berta Sport                      |
| 1989 | Miguel Ángel Guerra   | Renault Fuego     | Berta Sport                      |
| 1990 | Juan María Traverso   | Renault Fuego     | Berta Sport                      |
| 1991 | Juan María Traverso   | Renault Fuego     | Berta Sport                      |
| 1992 | Juan María Traverso   | Renault Fuego     | Berta Sport                      |
| 1993 | Juan María Traverso   | Renault Fuego     | Berta Sport                      |
| 1994 | Guillermo Maldonado   | Volkswagen Golf   | VW YPF Motorsport                |
| 1995 | Juan María Traverso   | Peugeot 405       | Peugeot Sport                    |
| 1996 | Ernesto Bessone       | Ford Escort       | Esso Competición                 |
| 1997 | Henry Martin          | Ford Escort Zetec | Ford YPF Berta Motorsport        |
| 1998 | Omar Martínez         | Honda Civic       | Honda Team Pro Racing            |
| 1999 | Juan Manuel Silva     | Honda Civic       | Honda Team Pro Racing            |
| 2000 | Daniel Cingolani      | Ford Escort Zetec | Ford Repsol YPF Berta Motorsport |
| 2001 | Gabriel Ponce de León | Ford Escort Zetec | Ford Repsol YPF Berta Motorsport |
| 2002 | Norberto Fontana      | Toyota Corolla    | Toyota Team Argentina            |
| 2003 | Gabriel Ponce de León | Ford Focus        | Ford YPF Berta Motorsport        |
| 2004 | Christian Ledesma     | Opel Astra        | Chevrolet Pro Racing             |
| 2005 | Gabriel Ponce de León | Ford Focus        | Ford YPF Berta Motorsport        |
| 2006 | Matias Rossi          | Opel Astra        | Chevrolet Elaion Pro Racing      |